# Minszat Nijazi
Minszat Nijazi – miejscowość w Egipcie, w muhafazie Al-Minja, w dystrykcie Maghagha. W 2006 roku liczyła 1251 mieszkańców.